# Andries Dirk Kylstra
Andries Dirk Kylstra (Zwaagwesteinde, 8 oktober 1920 – Roden, 10 december 2009) was docent Engels, docent Duits, Oudgermanist, finoegrist en hoogleraar Oudgermanistiek en Finoegristiek aan de Rijksuniversiteit Groningen. 

## Leven en werk
De in Friesland geboren Andries Dirk Kylstra zou na het verhuizen van zijn familie zijn schooltijd in Utrecht doorlopen. Graag wilde hij naar het Gymnasium, maar door geldgebrek kon dit niet en volgde hij een opleiding aan de Hogere Handelsschool. Tijdens de Tweede Wereldoorlog dook hij onder, maar toen hij ontdekt werd, moest hij in Duitsland dwangarbeid verrichten. Uit deze donkere tijden kwam ook een lichtpunt, Kylstra ontmoette in Freiburg zijn toekomstige vrouw Margrit Linder. Kylstra keerde na de oorlog samen met haar terug naar Nederland en trouwde met haar. Dit huwelijk hield stand tot de dood van zijn vrouw in 2008. 
Na de oorlog volgde hij naast zijn werk enkele opleidingen. In een paar jaar tijd deed hij examen in Grieks en Latijn en haalde hij respectievelijk in 1946 en 1948 zijn bevoegdheid om Engels en Duits te doceren. De weg naar de universiteit lag voor hem open en zo studeerde hij vanaf 1951 aan de Universiteit van Utrecht met als hoofdvak Duitse taal en literatuur en als bijvakken Oudgermanistiek en Russisch. In 1955 behaalde hij 'cum laude' zijn doctoraalexamen. Tijdens zijn studie begon het onderzoek naar leenwoorden hem steeds meer te interesseren. Hij kreeg een tweejarige beurs om in Finland aan de Universiteit van Helsinki te studeren. Samen met zijn gezin verhuisde hij naar Helsinki. Hier studeerde hij Fins en Finoegristiek en maakte enkele reizen naar Lapland om daar Samisch te leren. In 1958 verhuisde hij samen met zijn gezin weer terug naar Nederland en werd docent in Steenwijk. Tijdens zijn baan als docent werkte hij in de avonduren en tijdens de weekenden aan zijn proefschrift. Op 12 mei 1961 verdedigde hij zijn proefschrift getiteld Geschichte der germanisch-finnischen Lehnwortforschung aan de Universiteit van Utrecht en promoveerde 'cum laude'. 

### Hoogleraarschap
Vanaf september 1962 werd Kylstra leerstoelhouder van de vakgroep Oudgermanistiek aan de Rijksuniversiteit Groningen. Tijdens zijn colleges en lezingen behandelde hij soms Finoegrische onderwerpen, wat leidde tot interesse bij de studenten. Ze vroegen om Finoegrische vakken en zo begon de bal te rollen. Kylstra ging onder het motto 'studenten op de eerste plaats' colleges Finoegristiek en Fins geven. Dit was de basis voor de later op te richten vakgroep Finoegristiek. Zover was het toen nog niet. Eerst werd het door de inzet van Kylstra in 1966 mogelijk dat Fins, Hongaars en Finoegristiek als bijvak bij Oudgermanistiek kon worden gevolgd. Kylstra wist vervolgens in 1973 toestemming te krijgen voor een volwaardige, onafhankelijke studie Finoegristiek aan de Rijksuniversiteit Groningen. Door een tekort aan geld kon er echter geen nieuwe leerstoel voor Finoegristiek bij komen. Kylstra loste dit op door twee gedeeltelijke leerstoelen in het leven te roepen, hij was voor de helft van de tijd leerstoelhouder Oudgermanistiek en voor de andere helft van de tijd leerstoelhouder Finoegristiek. Dit betekende dat hij zijn tijd over twee vakgroepen moest verdelen. Door het oprichten van de nieuwe studie, het houden van twee leerstoelen, het oprichten van het Arctisch Centrum en het opstarten van het woordenboekproject LÄGLÖS had Kylstra, vergeleken met collega's, minder tijd om te publiceren, dit is dan ook te zien aan het aantal publicaties op zijn naam. Dit valt hem echter niet aan te rekenen, aangezien bovengenoemde activiteiten het kleinere aantal publicaties goedmaken.
De leenwoordenproblematiek bleef Kylstra interesseren en in 1991 werd onder zijn leiding het eerste deel van de serie Lexikons der älteren germanischen Lehnwörter in den ostseefinnischen Sprachen (A-J) uitgegeven (ook wel afgekort als LÄGLÖS). De twee later volgende delen werden echter door Kylstra's onderzoeksgroep uitgegeven. Op 10 december 1985 hield Kylstra zijn afscheidsrede Kalevala, het epos der Finnen 1835-1985 en ging vervolgens met emeritaat. 

### De oprichting van het Arctisch Centrum
De interesse voor de Samen leidde Kylstra naar arctische onderwerpen. Hij richtte dan ook in 1970 het Arctisch Centrum aan de Rijksuniversiteit Groningen op, waar hij van 1970-1978 voorzitter van was. 

### Na zijn pensioen
Na in 1985 met emeritaat te gaan, besloot Kylstra zijn leven te wijden aan onderwerpen die eerder nog niet aan bod waren gekomen. Hij leerde Turks, Arabisch en bestudeerde de Koran. Ook deed hij onderzoek naar de Oudgermanist Jan de Vries (1890-1964) en bracht enkele boeken over dit onderwerp uit.  

## Onderscheidingen
Andries Dirk Kylstra heeft een eredoctoraat van de Universiteit Tampere ontvangen. Ook kreeg hij zowel in Finland als in Hongarije de hoogste onderscheiding voor zijn werk.